# Final Fantasy
 Denne artikel handler om Final Fantasy-serien. For spillet, se: Final Fantasy (computerspil).
Final Fantasy (ファイナル ファンタジー Fainaru Fantajī) er en media franchise skabt af Hironobu Sakaguchi, og ejet af Square Enix, som blandt andet inkluderer computerspil og film. Serien begyndte i 1987 med et enkelt RPG-spil skabt af Square, hvorfra Final Fantasy spilserien udsprang, og blev den centrale del af franchisen. Franchisen har efterfølgende bredt sig til andre genrer og platforme, så som taktisk RPG, open world, håndholdte spilkonsoller, et MMORPG, og spil til mobiltelefonen. Op til 2007 var der 28 spil i franchisen, bestående af 12 nummererede spil, og en række spin-offs. Udsprunget fra serien er der også udgivet 3 anime'er, to CGI film i spillefilmslændge, og en række trykte udgaver.

## Historie

### Spillets navn
I midten af 1980erne gik Square ind i det japanske computerspilmarked med en række simple RPGer, racerspil og platformspil til Nintendos Famicom Disk System (FDS). I 1987 begyndte Square designeren Hironobu Sakaguchi at arbejde på et nyt fantasy RPG til Famicom, inspireret af Enix's populære Dragon Quest. Da Sakaguchi planlagde at trække sig tilbage efter at have færdiggjort projektet navngav han spillet Final Fantasy. Til trods for Sakaguchis forklaring, er navnet dog også blevet sat i sammenhæng med firmaets håb om at projektet ville løse deres finansielle problemer. Ud over at spillet gav firmaet den manglende indkomst, endte Final Fantasy også med at blive en af det mest kendte spil-franchise.
Efter succesen med det første spil, udviklede Square straks det andet spil i serien. Men til forskel fra traditionelle efterfølgere, havde Final Fantasy II kun tematiske ligheder med sin forgænger. Nogle af gameplay elementerne, så som træning af ens figurer, blev også forbedret. Denne tilgang er fortsat op gennem serien; hvert nyt spil i hovedserien af Final Fantasy indeholder nye omgivelser, nye figure og kampsystem.

### Udvikling
De første tre Final Fantasy-spil udkom oprindeligt til Nintendo spillekonsollen NES (Nintendo Entertainment System) og havde dengang en 8-bit spritebaseret grafik. Da Super Nintendo (også kendt som SNES og Super NES) blev udviklet, opdaterede Squaresoft spillenes software til bedre grafik (fra 8-bit til 16-bit grafik) og i dag kan Final Fantasy-spil købes til alt fra Game Boy Advance til Nokias mobiltelefoner.
Det skal siges, at spillene Final Fantasy IV – VI, der udkom til SNES-konsollen blev kendt som Final Fantasy 1-3 i USA; en kilde til stor forvirring blandt fans.
Ved udgivelsen af Final Fantasy VII (7) blev det også muligt at købe det til computeren. Dette var også tilfældet for Final Fantasy-seriens første MMORPG (Massive Multiplayer Online Role Playing Game), Final Fantasy XI, som både kunne fås til PlayStation 2 (ved samtidigt køb af modem) og PC.
I 2003 blev der lavet et spil, der kun udkom til Game Boy Advance kaldet Final Fantasy: Tactics Advance, hvor spilsystemet var baseret på det tidligere Final Fantasy-spil, Final Fantasy Tactics, lavet til PlayStation. Nintendo GameCube fik også sit eget spil, kaldet Final Fantasy: Crystal Chronicles, hvilket skyldes at Square Enix genoptog samarbejdet med Nintendo – dog er de enkelte spil unikke for konsollerne, og således udkommer FF XII f.eks. ikke til Nintendos gamecube. De eneste undtagelser er genudgivelser af FF I-II (med forbedret grafik) og FF IV-VI (med ekstramateriale) til PlayStation 1, og de førnvævnte pc-versioner.
Til og med slutningen af 2005 er der lavet 11 spil i Final Fantasy-serien, som er nummererede, samt forskellige spin-offs og andre relaterede titler. Der er også lavet to CGI-film (Computer-Generated Imagery), samt animeserier baseret på Final Fantasy. Især Final Fantasy VII, det første i serien på PlayStation, det første med 3-D-grafik, samt seriens udiskuterbare gennembrud i Vesten, står for skud.
Med spillet Kingdom Hearts indledte Square Enix et samarbejde med Disney-koncernen, hvori både elementer fra Final Fantasy-universet og Disneys farverige verden optrådte.

## Spil i serien
| Titel                | Udgivelsesår | Originale platform(e)  | Noter |
| -------------------- | ------------ | ---------------------- | --- |
| Final Fantasy        | 1987         | NES                    | Final Fantasy er siden hen blevet udgivet på Nintendo DS og iOS |
| Final Fantasy II     | 1988         | NES                    | Final Fantasy er siden hen blevet udgivet på Nintendo DS og iOS |
| Final Fantasy III    | 1990         | NES                    | Final Fantasy er siden hen blevet udgivet på Nintendo DS og iOS |
| Final Fantasy IV     | 1991         | SNES, PS               | |
| Final Fantasy V      | 1992         | SNES, PS               | |
| Final Fantasy VI     | 1994         | SNES, PS               | |
| Final Fantasy VII    | 1997         | PS, Windows            | Der er blevet lavet andre FFVII spil med de samme karakterer: Dirge of Cerberus: Final Fantasy VII forløberen til hovedhistorien Crisis Core: Final Fantasy VII og et mobilspil Before Crisis: Final Fantasy + en animation film Final Fantasy VII: Advent Children |
| Final Fantasy VIII   | 1999         | PS, Windows            | |
| Final Fantasy IX     | 2000         | PS                     | |
| Final Fantasy X      | 2001         | PS2                    | FFX var det første spil i serien der havde en direkte efterfølger til et foregående spil: Final Fantasy X-2 (2003) |
| Final Fantasy X-2    | 2004         | PS2                    | |
| Final Fantasy XI     | 2002         | PS2, Xbox 360, Windows | Final Fantasy XI er det første MMORPG spil i serien, Final Fantasy XIV er det andet MMORPG i hele serien. |
| Final Fantasy XII    | 2006         | PS2                    | |
| Final Fantasy XIII   | 2010         | PS3, Xbox 360          | Final Fantasy XIII bliver efterfulgt af Final Fantasy XIII-2 og Final Fantasy Versus XIII. Det er dog kun Final Fantasy XIII-2 som er en rigtig efterfølger, den andet titel har kun XIII tallet og spilmotoren Crystal Tools til fælles med Final Fantasy XIII.    |
| Final Fantasy XIII-2 | 2012         | PS3, Xbox 360          | Final Fantasy XIII-2 er efterfølgeren til Final Fantasy XIII. Final Fantasy XIII-2 blev udgivet 3. februar. |
| Final Fantasy XIV    | 2010         | PS3, Microsoft Windows | Playstation 3 versionens udgivelse var på forhånd udsat til foråret 2011, men grundet en problematisk udgivelse af PC versionen er denne udgave udsat på ubestemt tid.                                                                                              |
| Final Fantasy XV     | 2016         | PS4, Xbox One          | Annonceret ved E3 2006 som Final Fantasy Versus XIII. |